# 太平店镇 (会宁县)
太平店镇，是中华人民共和国甘肃省白银市会宁县下辖的一个乡镇级行政单位。

## 行政区划
太平店镇下辖以下地区：
兴平社区村、联坪村、万沟坪村、金堂镇村、牛家坪村、太平店村、何家川村、大山顶村、青江村、贾铺村、大山川村、苏家岘村和代家湾村。